# بزرگراه میان‌ایالتی ۲۷
بزرگراه میان ایالتی ۲۷ (به انگلیسی: Interstate-27، مخفف:I-27) یکی از بزرگراه‌های میان ایالتی آمریکاست. که مسیر شمالی-جنوبی داشته و زیرمجموعه ندارد.